# Octavio Paz
Pour les articles homonymes, voir Paz.
Octavio Paz, né le 31 mars 1914 à Mexico et mort le 19 avril 1998  dans la même ville, est un poète, essayiste et diplomate mexicain, lauréat du prix Nobel de littérature en 1990,,,,.

## Biographie
Octavio Paz est surtout connu pour ses poèmes et ses essais d'inspiration très diverse puis pour son engagement anti-fasciste, sa collaboration et sa création de plusieurs revues littéraires comme Vuelta (1976-1998).
Il est considéré comme l'un des plus grands poètes de langue espagnole du XXe siècle, et on a comparé son influence sur la littérature hispanique et mondiale à celle de Juan Ramón Jiménez, Vicente Huidobro, César Vallejo, Jorge Luis Borges, Gabriel García Márquez ou encore Pablo Neruda,.
Paz est d'ascendance mexicaine par son père et espagnole par sa mère. Son grand-père paternel était aussi écrivain et précurseur du mouvement « indigéniste ». Sa bibliothèque très pourvue lui a permis, enfant, de se familiariser avec les civilisations préhispaniques. Son père, avocat et promoteur de la réforme agraire au Mexique, était conseiller du révolutionnaire Emiliano Zapata auprès du mouvement ouvrier des États-Unis.
Lors de ses études à l'Université nationale autonome du Mexique, Paz entame une carrière littéraire fondant les revues Barandal en 1931 et Cahiers du val de Mexico en 1933, année où il publie son premier recueil de poèmes.
Résidant en Espagne lors de la guerre civile, il soutient la lutte des républicains et le combat antifasciste.
En 1938, il se marie avec l'écrivaine Elena Garro alors âgée de 22 ans. Le couple divorce en 1959. Il quitte la rédaction d'un journal ouvrier après la signature du pacte germano-soviétique en 1939 et rompt définitivement avec le parti communiste mexicain après l'assassinat de Trotski, l'année suivante.
En 1943, il part pour 2 ans aux États-Unis où il lit Ezra Pound, William Butler Yeats, T. S. Eliot et E. E. Cummings. Il y fait également la connaissance de William Carlos Williams et de Robert Frost.
Entré en 1945 dans la carrière diplomatique, il vit en France à partir de 1946. Il y fréquente les surréalistes et plus particulièrement André Breton et Benjamin Péret dont il devient un ami proche. Il revient vivre à Paris entre 1959 et 1962.
Entre 1955 et 1962, il est membre du comité commanditaire de la revue littéraire colombienne Mito, aux côtés de Vicente Aleixandre, Luis Cardoza y Aragón, Carlos Drummond de Andrade, León de Greiff, et Alfonso Reyes.
Il est nommé ambassadeur du Mexique en Inde en 1962. Il travaille à l'ambassade de New Delhi en octobre 1968 lors de la répression par son gouvernement des étudiants à Tlatelolco (quartier de Mexico) 10 jours avant les Jeux olympiques de Mexico. Il abandonne ce poste par la suite en signe de protestation. Entre-temps, il épouse, en secondes noces, la Française Marie-José Tramini à qui sont dédiés certains de ses plus beaux poèmes écrits sous le signe d'Eros dans Versant Est (Ladera Este, 1969).
Dans les années 1970, Paz s'engage contre la violence et l'oppression quelles qu'elles soient, prenant la défense d'auteurs comme Alexandre Soljenitsyne et critiquant ouvertement l'action des sandinistes au Nicaragua et des castristes à Cuba ce qui lui vaut le rejet, voire le mépris, d'une partie de l'intelligentsia de gauche même s'il est rejoint dans son combat par des personnalités comme Mario Vargas Llosa.

## Œuvre
L'œuvre de Paz est considérable. Elle enchevêtre des inspirations multiples, au carrefour de cultures mondiales, afin d'élaborer une cosmogonie personnelle et originale. Sa poésie revêt plusieurs formes et connaît diverses périodes, concentrant un grand nombre de références puisées dans l'histoire de l'humanité et le patrimoine littéraire mondial : les légendes méso-américaines, la poésie baroque du Siècle d'or espagnol, le symbolisme, le surréalisme, l'existentialisme, le bouddhisme, l'hindouisme ou encore la poésie japonaise dont il a traduit en espagnol quelques chefs-d'œuvre (notamment Les Sentiers d'Oku de Basho en 1970). Nourri par ses aventures existentielles et ses découvertes intellectuelles, le poète concilie aussi bien l'extase mystique de l'artiste convoquant les grandes figures de la mythologie précolombienne à une inspiration autobiographique plus quotidienne. Il évoque au passage le problème du rapport au monde extérieur et de l'angoisse individuelle procurée par les bouleversements du monde moderne. À cela s'ajoutent plusieurs considérations théoriques et des réflexions critiques sur la poétique, la philosophie, l'Histoire et l'anthropologie. Parmi les nombreux recueils de poèmes de Paz, on note l'importance qu'a eue Liberté sur parole (Libertad bajo palabra, 1958). Son essai le plus connu, traitant de l'identité mexicaine est Le Labyrinthe de la solitude (El laberinto de la soledad, 1950). Il est l'auteur de nombreux textes sur la peinture et l'art, aussi bien précolombiens que contemporains, comme son étude sur Marcel Duchamp.

## Style
L’œuvre de Paz se définit en deux temps : l’expérimentation et le conformisme. L'auteur est un poète difficile à cerner : son style, complexe, inclassable et en perpétuelle mutation, ne cherche aucune ligne directrice évidente. À ses débuts, ses œuvres se rapprochent du néomodernisme. Plus tard, Paz devient un poète existentiel même si certaines de ses productions manifestent régulièrement une forme de surréalisme.
En réalité, Paz ne prend parti pour aucun mouvement littéraire car il est toujours attentif aux changements majeurs dans le domaine poétique. Il reste sensible à la recherche de nouvelles expérimentations, ce qui rend ses œuvres très originales et personnelles. De plus, il est considéré comme un grand poète par le lyrisme qu'il déploie et la grande beauté de ses vers. Après avoir délaissé les préoccupations politiques et sociales de ses premiers livres, il traite de thèmes intimistes et existentiels tels que la solitude et le manque de communication. L'une de ses obsessions est le désir de fuir le temps qui rattache ses créations à une forme de poésie spatiale. Certains de ses poèmes sont d'ailleurs baptisés topoemas (topos : lieu, poemas : poèmes). La poésie spatiale est loin du discours, des canons esthétiques et de la rhétorique liés à la poésie du temps, plus mélancolique et accessible. Il s'agit d'un style poétique intellectuel et minoritaire, presque métaphysique qui, en plus de signes linguistiques complexes, comprend de nombreux indices visuels plus ou moins compréhensibles. Dans les topoemas, à l'instar de la poésie d'avant-garde, Paz donne une importance à la puissance évocatrice et expressive de ses notations visuelles. Dans ses derniers poèmes consacrés à la paix, il n'hésite pas à manifester un certain ésotérisme. Toutefois, ses précédents poèmes se démarquent par leur puissante tonalité élégiaque et le sentiment de « transportation » accordé à chaque mot.

## Prix
Il obtient le Prix Cervantes en 1981, le Prix Neustadt en 1982 et le prix Nobel de littérature en 1990. En 1989, François Mitterrand lui remit le prix Alexis-de-Tocqueville, pour son attachement à l'humanisme et aux libertés publiques, perpétuant ainsi la pensée d'Alexis de Tocqueville.

## Publications

### Œuvres poétiques
- 1949 - Liberté sur parole (Libertad bajo palabra)[13]
- 1957 - Pierre de soleil (Piedra de sol)
- 1960 - Liberté sur parole (Libertad bajo palabra, 1937-1958)
- 1962 - Salamandra
- 1969 - Versant Est (Ladera Este).
- 1971 - Renga (avec Jacques Roubaud, Edoardo Sanguineti, Charles Tomlinson), Paris, Gallimard
- 1976 - Vuelta
- 1987 - L'arbre parle (Árbol Adentro)
- 1972 - Le singe grammairien, traduction française de Claude Esteban, publiée par Skira, dans la collection "Les sentiers de la création". La version espagnole, El mono gramático, ne fut publiée qu'en 1974.
- Sous le titre El fuego de cada día (Le feu de chaque jour) Paz a effectué lui-même une sélection de ses poèmes.
- En français, voir notamment Octavio Paz : Œuvres, édité sous la direction de Jean-Claude Masson, Bibliothèque de la Pléiade, Gallimard, 2008

### Essais
- 1950 - Le Labyrinthe de la solitude (El laberinto de la soledad).
- 1956 - L'Arc et la Lyre (El Arco y la Lira)
- 1957 - Las peras del olmo
- 1965 - Cuadrivio
- 1966 - Puertas al Campo
- 1967 - Corriente Alterna
- 1967 - Claude Levi-Strauss o el nuevo festín de Esopo
- 1968 - Marcel Duchamp o el castillo de la Pureza, réédité et augmenté sous le titre Apariencia desnuda (1973),
- 1969 - Conjonctions et disjonctions (Conjunciones y Disyunciones), Gallimard, 1969
- 1969 - Critique de la pyramide (Postdata), prolongement à Le labyrinthe de la solitude
- 1973 - Le Signe et le Grimoire (El signo y el Garabato), Gallimard, 1995
- 1974 - Los Hijos del Limo
- 1978 - Xavier Villaurrutia en persona y en obra
- 1979 - El Ogro Filantrópico
- 1979 - In-mediaciones
- 1982 - Sor Juana Inés de la Cruz ou les pièges de la foi (Sor Juana Inés de la Cruz o las trampas de la fe), Gallimard, 1987
- 1983 - Une planète et quatre ou cinq mondes. Réflexions sur l'histoire contemporaine. (Tiempo Nublado)
- 1983 - Sombras de Obras
- 1984 - Hombres en su Siglo
- 1990 - Pequeña Crónica de Grandes Días
- 1990 - La Otra Voz
- 1991 - Convergencias
- 1992 - Al Paso
- 1993 - La Flamme double (La Llama Doble), Gallimard, 1994
- 1994 - Itinéraire (Itinerario), Gallimard,1996
- 1995 - Lueurs de l'Inde (Vislumbres de la India) (Gallimard,  (ISBN 2-07-074397-7)).

### Traductions
- Versiones y diversiones. Recueil de ses traductions poétiques.
- Sendas de Oku, de Matsuo Bashō (1957)
- Antología de Fernando Pessoa (1984)
- Octavio Paz Chuang - Tzu (1997, 1re édition mai 1998, ediciones Siruela)